# 海平面曲線

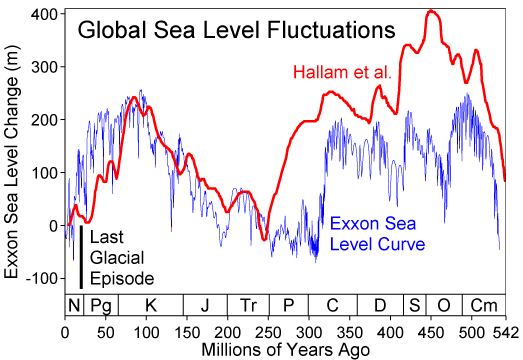
Exxon曲線和Hallam曲線對比

海平面曲線（英語：sea-level curve）是代表整個地質歷史過程中海平面的變化曲線。
研究海平面曲線最初是地區性和短地質年代的研究， 這是因爲岩石標本所限；缺失能代表長地質年代和區域性的標本。即使叠加不同時期和不同地區的研究結果，亦可能有時間間斷和地區性構造影響，而造成誤差。
第一條能代表全球性的曲線是韋爾（Vail）曲線或埃克森（Exxon）曲線。它是1977年，由Peter Vail為首的埃克森埃索生產研究中心的地質學家團隊提出的。他們的海平面曲線是根據石油探勘期間所采取的地震和生物地層資料。但這些資料屬未公開的商業機密，因此無法獨立驗證。故韋爾曲線一直被爭論。後來1987-1988年，美國海洋學家 Bilal Haq根據非商業數據，發布了中生代和新生代海平面曲線，被稱為 Haq 海平面曲線。這條曲線繼續被修訂，目前已包含整個顯生宙的海平面曲線資料.

## 成因
海平面曲線是根據全球海平面的差異而建立的，而全球海平面隨時間的差異主要由三個因素引起：
- 總海水量的變化，例如當格陵蘭等冰蓋因融化而使冰塊減少時，液態水會進入海洋中[4]。格陵蘭島的冰融水將影響世界所有地區的海平面[5]。同樣地，如果大陸冰蓋加大，表示海洋中液態水被凝結成冰，因此海洋水量也隨之縮小[6]。
- 海盆大小的變化，例如由於海底擴張或沉積物形成而有的變化。這些緩慢的過程會導致大洋盆地的總體積發生變化[5]。
- 水的密度的變化，而導致的海水容積的膨脹及收縮[7]。